# 땅끝마을 (포항시)
땅끝마을은 한반도 남부의 최동단이다. 한반도 남부 육지의 최동단에 위치해 있다. 

## 같이 보기
- 해남군 땅끝마을
- 호미곶
- 장기반도